# Parafia ewangelicko-luterańska w Bolnisi
Parafia ewangelicko-luterańska w Bolnisi – parafia luterańska w Bolnisi, w Gruzji. Należy do Kościoła Ewangelicko-Luterańskiego w Gruzji.

## Historia

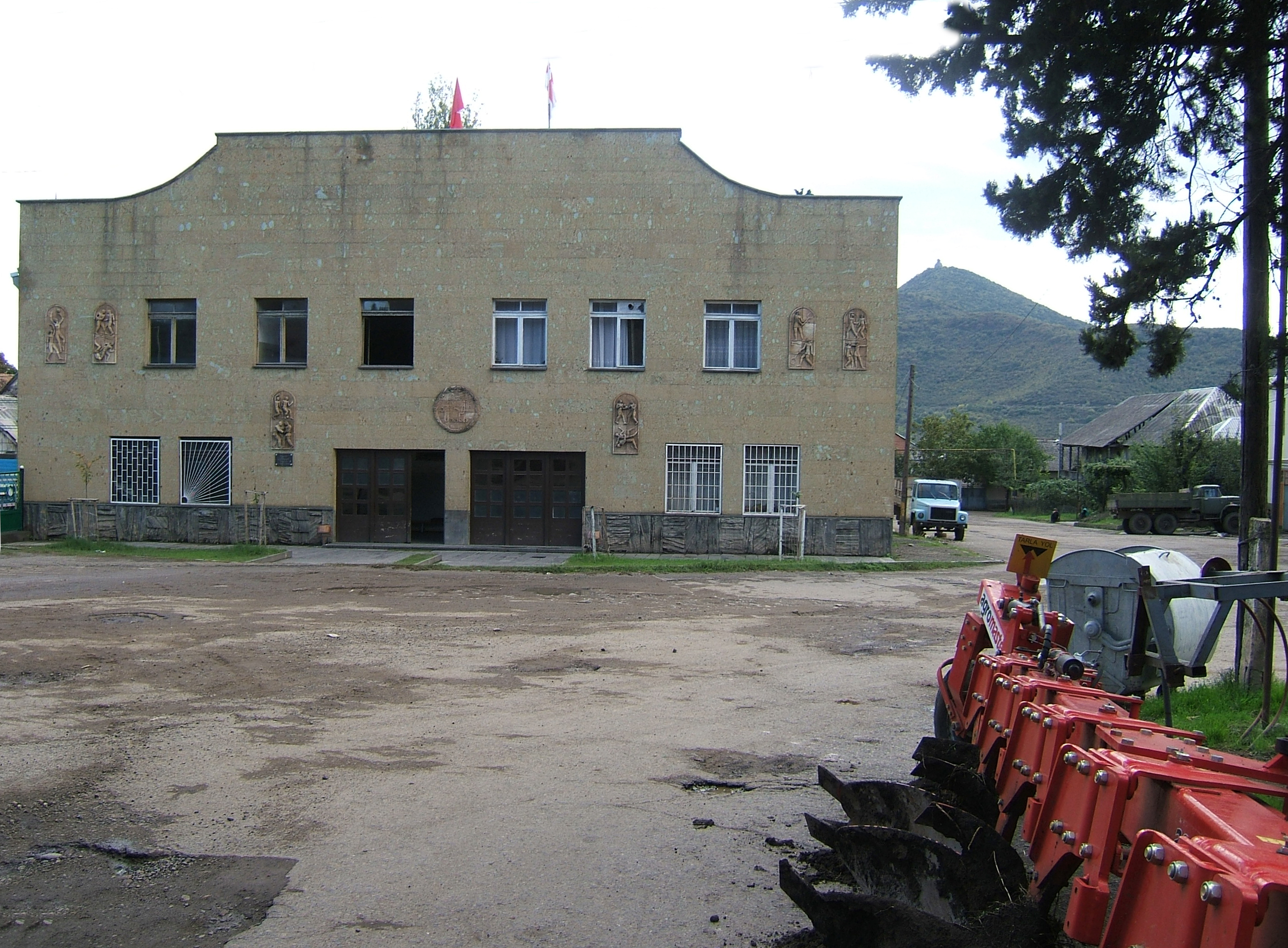
Dawny kościół ewangelicki, obecnie hala sportowa

Kolonia Katharinenfeld została założona w 1819 przez osadników pochodzących ze Szwabii i nazwana na cześć Katarzyny Romanowej, żony króla Wirtembergii Wilhelma I. Następnie miejscowość przemianowano na Luxemburg, a ostatecznie Bolnisi.
Katharinenfeld było największą z wsi założonych przez Niemców na terenie Gruzji. Utworzenie własnej administracji, szkolnictwa oraz swobodne wyznawanie luteranizmu przez jej mieszkańców było zagwarantowane przez cara. Społeczność niemiecka była jednak słabo zintegrowana z gruzińskim sąsiedztwem.
W 1854 w Katharinenfeld powstał budynek kościoła ewangelickiego z 400 miejscami.
Po rewolucji październikowej, a następnie dojściu do władzy przez Józefa Stalina, życie religijne społeczności było coraz bardziej ograniczane. W 1935 zamknięto kościół, a jego wieżę rozebrano w celu przekształcenia budynku na kino. Później w jego murach otwarto halę sportową.

## Współczesność
Parafia liczy około 40 wiernych. W 2007 dzięki wsparciu zorganizowano dom zborowy, gdzie w każdą niedzielę odbywają się nabożeństwa ewangelickie. Prowadzona jest również szkółka niedzielna i godziny biblijne. Ponadto organizowane są wycieczki, kursy języka niemieckiego, działa stacja diakonijna. Pastorem zboru jest ks. Wiktor Miroszniczenko.